# Poltava
Poltava (Oekraïens: Полтава) is een stad in het noordoosten van Oekraïne met 283.402 inwoners (2021). Het is het centrum van de gelijknamige oblast Poltava en ligt aan de rivier Worskla.
De stad is bekend om de Slag bij Poltava, waarbij in 1709 tsaar Peter de Grote de Zweedse koning Karel XII versloeg. Het was de beslissende slag in de Grote Noordse Oorlog en het begin van de hegemonie van Rusland in Oost-Europa.

## Bevolking
Op 1 januari 2021 telde Poltava naar schatting 283.402 inwoners, terwijl de Oblast Poltava 1.371.529 inwoners had. Het aantal inwoners vertoont al meerdere jaren een dalende trend: in 2001 had de stad nog 317.998 inwoners.
In 2001 bestond de stad etnisch gezien vooral uit Oekraïners (272.633 personen - 87,7%), gevolgd door een grote minderheid van 32.966 Russen (10,6%). Uitgezonderd van 1.281 Wit-Russen (0,4%), 732 Joden (0,2%), 660 Armeniërs (0,2%) en 415 Azerbeidzjanen waren er geen andere vermeldenswaardige minderheden.

## Sport
Vorskla Poltava is de professionele voetbalclub van Poltava en speelt doorgaans op het hoogste Oekraïense niveau, de Premjer Liha. De club speelt in het Vorskla Stadion.

## Geboren in Poltava
- Nikolaj Gogol (1809-1852), schrijver
- Itzhak Ben-Zvi (1884-1963), president van Israël
- Grigori Koelik (1890-1950), Maarschalk van de Sovjet-Unie
- Vera Cholodnaja (1893-1919), Russisch (Oekraïens) filmactrice
- Nina Botsjarova (1924-2020), turnster
- Vjerka Serdjoetsjka (1973), komiek en zanger
- Viktor Kornijenko (1999), voetballer

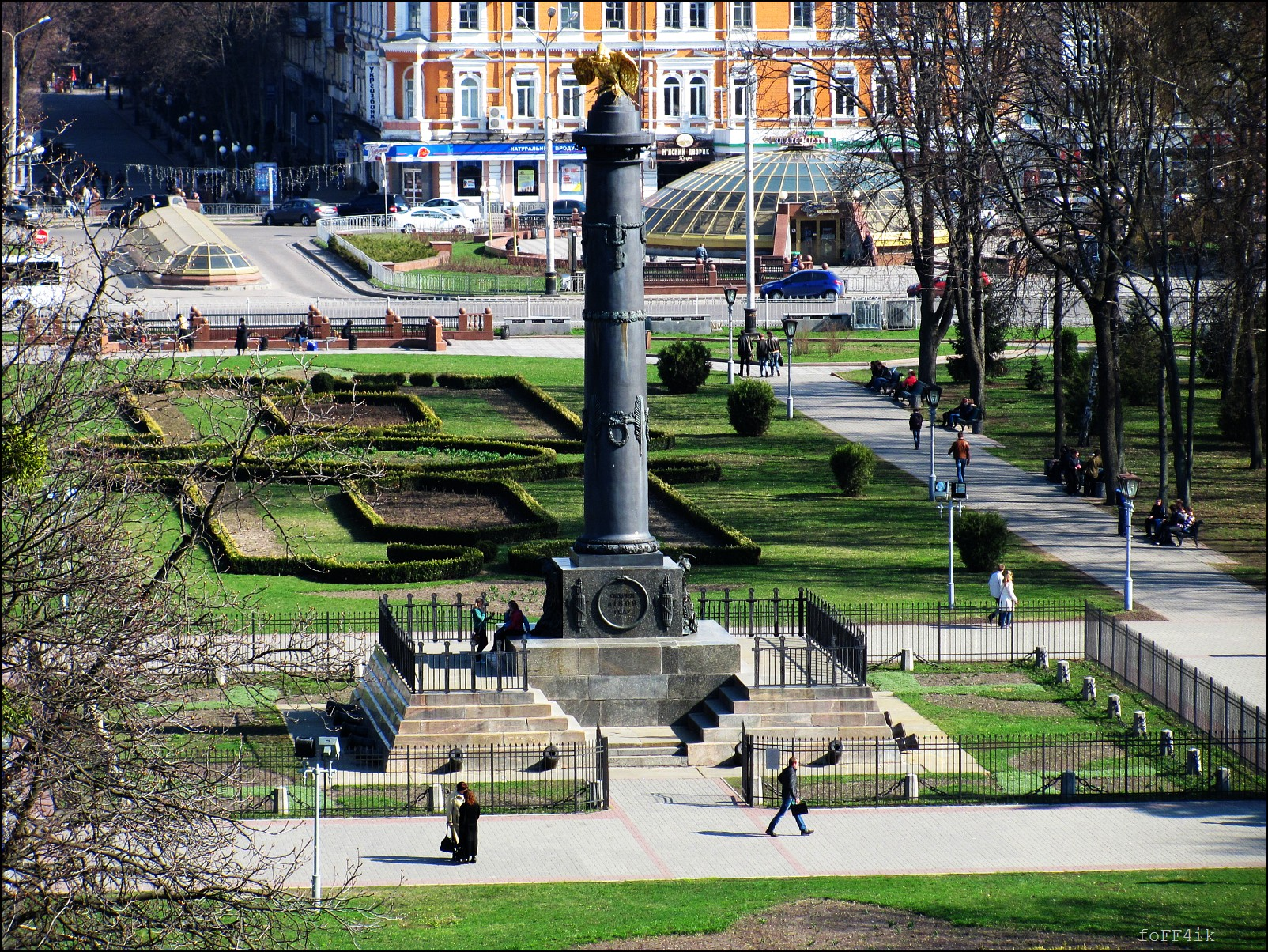
Oktoberpark Poltava